# Luiz Gustavo Dias
Luiz Gustavo Dias (nascut el 23 de juliol de 1987 a Pindamonhangaba, Brasil), més conegut com a Gustavo, és un futbolista professional brasiler que juga de defensa pel VfL Wolfsburg.

## Carrera esportiva
El 31 d'agost del 2007 va ser cedit al 1899 Hoffenheim. L'1 d'abril del 2008 el Hoffenheim exercí l'opció de compra per fitxar a Gustavo fins a l'estiu del 2011.
El gener de 2011, va signar amb el FC Bayern de Múnic El preu del traspàs va oscil·lar entre 15–20 milions d'euros, segons les fonts.
El 25 de maig de 2013 va jugar amb l'equip del Bayern de Múnic (entrant com a suplent, al minut 90), que esdevingué campió de la Lliga de Campions de la UEFA 2012-13 en derrotar el Borussia de Dortmund a la final.
El 7 de maig de 2014 el seleccionador brasiler Luiz Felipe Scolari el va incloure a la llista final de 23 jugadors que representarien el Brasil a la Copa del Món de Futbol de 2014.
El 7 de juliol del 2017 és fitxat per l'Olympique de Marsella per una suma de 8M€ més 2M€ variables. Ha jugat un total de 45 partits amb l'OM i ha marcat 5 gols. Jugarà de mig centre defensiu